# La Chapelle (stanice metra v Paříži)

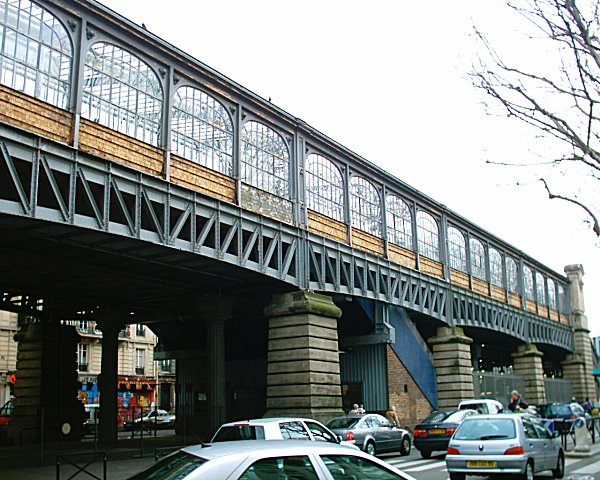
Pohled na stanici

La Chapelle je nadzemní stanice pařížského metra na lince 2 na hranicích 10. a 18. obvodu v Paříži. Nachází se na viaduktu, který vede po Boulevardu de la Chapelle. Ze stanice je možný přestup na linky RER.

## Historie
Stanice byla otevřena 31. ledna 1903 při prodloužení linky ze stanice Anvers do Alexandre Dumas (tehdy pod názvem Bagnolet).
Od roku 1993 je stanice spojena dlouhou podzemní přestupní chodbou se Severním nádražím, kde je možné přestoupit na linky RER B a D, případně na další linky metra.
V roce 2004 stanice sloužila v televizní reklamní kampani na podporu projektu pořádání letních olympijských her v roce 2012 v Paříži.

## Název
Jméno stanice je odvozeno od názvu Boulevardu de la Chapelle. La Chapelle (česky kaple) byla vesnice, která ležela mezi vesnicemi Montmartre a Belleville a byla připojena k Paříži v roce 1860. Za svůj název vděčí kapli zasvěcená sv. Jenovéfě.